# Amalienhof (Uckerland)
Amalienhof ist ein bewohnter Gemeindeteil im Ortsteil Wolfshagen der amtsfreien Gemeinde Uckerland im Landkreis Uckermark in Brandenburg.

## Geographie
Der Ort liegt drei Kilometer nordöstlich von Wolfshagen und  sieben Kilometer südwestlich von Strasburg (Uckermark). Die Nachbarorte sind Carlslust im Norden, Hornshagen im Nordosten, Fahrenholz im Osten, Kleisthöhe und Lemmersdorf im Südosten, Schlepkow im Süden, Wolfshagen und Carolinenhof im Südwesten, Blücher im Westen sowie Pfarrhof und Mildenitz im Nordwesten.